# Fördraget i Shackamaxon 1682

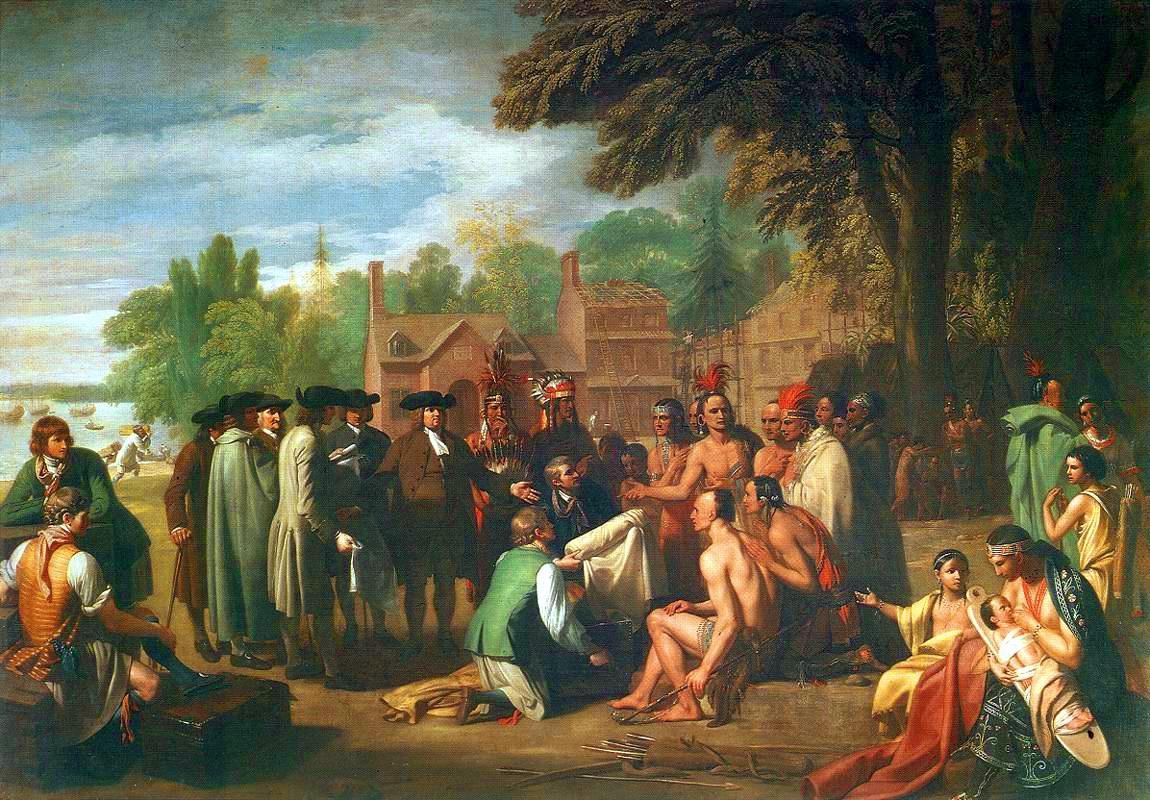
Fördraget i Shackamaxon 1682. Romantiserad historiemålning av Benjamin West 1772.

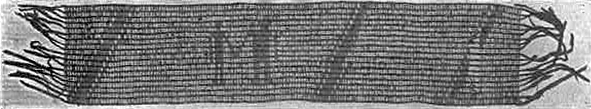
Wampumbälte som manifesterar Fördraget i Shackamaxon 1682 mellan William Penn och Lenni Lenaperna.

Fördraget i Shackamaxon 1682 slöts mellan William Penn och Lenni Lenaperna vari de sistnämnda avstod mark till den förstnämnde. Fördraget har inte återfunnits i skriftlig europeisk form, men finns manifesterad som ett wampumbälte. 

## Historiografisk betydelse
Fördraget har spelat en stor roll i synen på Penn, då Voltaire omtalade det och hyllade Penn för sin liberala givmildhet. Det har även spelat stor roll i den amerikanska delstaten Pennsylvanias historiska självbild.

## Svenska nybyggare
I Shackamaxon bodde då sex svenska familjer, bland annat Gunnar Rambos, och de sålde, precis som Lenaperna, sin jord till de nya engelska kolonisterna. Området ingår nu i staden Philadelphia.